# Distretto di Jaji Maydan
Il distretto di Jaji Maydan è un distretto dell'Afghanistan appartenente alla provincia di Khowst. Viene stimata una popolazione di 23 000 abitanti (dato 2012-13).